# Біполярний афективний розлад
Біполя́рний афекти́вний ро́злад (часто скорочують до біполярний розлад; застаріле — маніакально-депресивний психоз) — психічний розлад, що проявляється афективними станами: маніакальними (гіпоманіакальними) і депресивними, а також змішаними типами, при яких у хворого спостерігають ознаки депресії та манії водночас (наприклад, туга зі збудженням, неспокоєм, або ейфорія із загальмованістю, — так звана непродуктивна манія), або швидка зміна симптомів гіпоманії та субдепресії.
Якщо підвищений настрій важкий або пов'язаний з психозом, це називається манією; якщо вона менш важка, це називається гіпоманією. Під час манії людина поводиться або відчуває себе надзвичайно енергійною, щасливою або дратівливою, і часто приймає імпульсивні рішення, мало враховуючи наслідки. Зазвичай під час маніакальних фаз у хворого знижується потреба у сні.
У періоди депресії людина може плакати, відчувати відчай та уникати зорового контакту з іншими. Ризик суїциду високий; протягом періоду в 20 років 6 % хворих на біполярний розлад померли від самогубства, тоді як 30–40 % займались самопошкодженням. Інші проблеми психічного здоров'я, такі як тривожні розлади та розлади вживання наркотичних речовин, зазвичай асоціюються з біполярним розладом.
Біполярний розлад зустрічається приблизно у 1 % світового населення. У США приблизно 3 % постраждали в певний момент свого життя; показники виявляються однаковими у жінок та чоловіків. Найпоширеніший вік, у якому починаються симптоми — 20 років. Приблизно від чверті до третини людей з біполярним розладом мають фінансові, соціальні або робочі проблеми через хворобу.
Біполярний розлад входить до числа 20 основних причин інвалідності у всьому світі і призводить до значних витрат для суспільства. Через вибір способу життя та побічні ефекти ліків, ризик смерті від природних причин, таких як ішемічна хвороба серця, у людей з біполярним розладом удвічі перевищує загальний показник.

## Історичні відомості

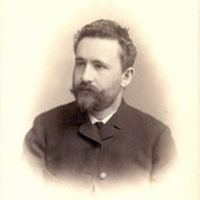
Еміль Крепелін (1856—1926), у 1896 році запропонував термін «маніакально-депресивний психоз».

Вперше як самостійне захворювання біполярний розлад було описано у 1854 році майже одночасно двома французькими дослідниками Жаном П'єром Фальре, під назвою «циркулярний психоз» («la folie circulaire»), і Жюлем Баярже, під назвою «божевілля у двох формах». Проте протягом майже півстоліття існування цього розладу не визнавалося психіатрією на той час й остаточним виділенням в окрему нозологічну одиницю зобов'язане німецькому психіатру Емілю Крепеліну (1896). Крепелін ввів для нього найменування маніакально-депресивний психоз (МДП), яке тривалий час було загальноприйнятим, але з набранням чинності 1993 року класифікатора МКХ-10 його вважають не зовсім коректним. Термін «маніакально-депресивний психоз» застарів, оскільки це захворювання лише в небагатьох пацієнтів супроводжується психотичними порушеннями (як-от маячення, галюцинації), і не завжди при ньому спостерігаються обидва типи фаз (і манії, і депресії). Крім того, цей термін є певною мірою стигматизуючим щодо хворих. У США та рекомендовано ВООЗ вживати більш науково та політично коректне найменування «біполярний розлад». Це найменування теж недостатньо коректне і призводить, наприклад, до такої термінології, як «монополярна форма біполярного розладу».
Після того як у 1950-ті роки в психіатрії почали застосовувати перші нейролептики (антипсихотики) й антидепресанти, їх стали використовувати зокрема для усунення епізодів біполярного розладу: нейролептики — при маніакальних епізодах, антидепресанти — при депресивних. Однак з'ясувалося, що ці препарати в довгостроковій перспективі не полегшують перебіг хвороби, а навпаки: нейролептики при тривалому застосуванні збільшують ризик розвитку депресії, а антидепресанти підвищують ризик розвитку манії. Надалі з'явилися препарати, що не тільки дозволяють купірувати симптоми манії або депресії, але і мають профілактичні властивості: нормотиміки першого покоління (солі літію, карбамазепін і вальпроати), потім — нормотиміки другого покоління (деякі з атипових антипсихотиків і ламотригін).
До цього часу в психіатрії немає єдиного визначення та розуміння меж біполярного розладу, що пов'язано з його клінічною, патогенетичною і навіть нозологічною неоднорідністю.

## Класифікація

### МКХ-10
- F30 Маніакальний епізод
- F30.0 Гіпоманія
- F30.1 Манія без психотичних симптомів
- F30.2 Манія з психотичними симптомами
- F30.8 Інші маніакальні епізоди
- F30.9 Маніакальний епізод неуточнений
- F31 Біполярний афективний розлад
- F31.0 Біполярний афективний розлад, поточний епізод гіпоманії
- F31.1 Біполярний афективний розлад, поточний епізод манії без психотичних симптомів
- F31.2 Біполярний афективний розлад, поточний епізод манії з психотичними симптомами
- F31.3 Біполярний афективний розлад, поточний епізод легкої або помірної депресії
- F31.4 Біполярний афективний розлад, поточний епізод тяжкої депресії без психотичних симптомів
- F31.5 Біполярний афективний розлад, поточний епізод тяжкої депресії з психотичними симптомами
- F31.6 Біполярний афективний розлад, поточний епізод змішаний
- F31.7 Біполярний афективний розлад, поточна ремісія
- F31.8 Інші біполярні афективні розлади
- F31.9 Біполярний афективний розлад неуточнений
- F32 Депресивний епізод
- F32.0 Легкий депресивний епізод
- F32.1 Помірний депресивний епізод
- F32.2 Тяжкий депресивний епізод без психотичних симптомів
- F32.3 Важкий депресивний епізод із психотичними симптомами
- F32.8 Інші депресивні епізоди
- F32.9 Депресивний епізод неуточнений

З клінічної та прогностичної точок зору найбільш переважною є класифікація біполярного розладу залежно від переважання того чи іншого полюса маніакально-депресивної симптоматики: на уніполярні варіанти (маніакальні або депресивні), біполярні з переважанням (гіпо)маніакальних або також з приблизною рівністю фаз.
Класифікатор DSM-IV розрізняє біполярний розлад I типу (з вираженими маніакальними фазами) та біполярний розлад II типу, при якому присутні гіпоманіакальні фази, але немає маніакальних. Очевидно, ці варіації стійкі в діагностичному відношенні, хоча «біполярний розлад II» може і переходити в «класичний» варіант з маніакальними епізодами і хоча висловлюється також припущення про єдиний континуум між біполярним розладом типу II й уніполярною важкою депресією. У МКХ-10 окремі види біполярної хвороби не виділялися, але «біполярний розлад, тип II» приєднали до рубрики F31.8 «інші біполярні афективні розлади».

### Різновиди перебігу біполярного розладу
Можна виділити такі варіанти перебігу БАР:
- уніполярні (монополярні):
  - періодична манія — чергуються лише маніакальні фази;
  - періодична депресія — чергуються лише депресивні фази; синдромальні класифікатори МХБ-10 і DSM-IV відносять цей варіант до рекурентної депресії, хоча нозологічно це відділення може бути невиправданим;
- правильно-переміжний тип перебігу — через «світлі» проміжки, інтермісії, маніакальна фаза змінює депресивну, а депресивна — маніакальну;
- неправильно-переміжний тип перебігу — через «світлі» проміжки маніакальні та депресивні фази чергуються без суворої черговості (після маніакальної фази може знову початися маніакальна і навпаки);
- подвійна форма — безпосередня зміна двох протилежних фаз, після чого слідує інтерфаза;
- континуальний (циркулярний) тип перебігу (лат. psychosis circularis continua CC Корсакова) — при «правильному» чергуванні фаз відсутні інтермісії.

Найчастіше зустрічається періодичний (або інтермітувальний) тип перебігу афективного психозу, коли афективні фази мають правильно-переміжний характер. Відносно регулярне чергування епізодів хвороби (афективних фаз) й інтермісій є характерною особливістю цього типу біполярного психозу — його циркулярність (так звана циркулярна форма за Жаном П'єром Фальрі). Ще частіше зустрічається періодична депресія, яку МКХ-10 відносить до іншої категорії — (F33).

### Концепція «біполярного спектру»
Нова та малопоширена концепція «широкого спектра біполярних розладів» передбачає, що «розлади біполярного спектра» становлять до 50 % від усіх розладів настрою — думка, що суперечить широко поширеному уявленню про те, що не менше 80 % серед афективних розладів складають рекурентна депресія та дистимія.
«Біполярний спектр», на думку деяких авторів, охоплює, окрім біполярних розладів І та II типу, ще й біполярний розлад III типу (так прихильники концепції розладів біполярного спектра називають циклотимію), біполярний розлад II типу (так вони називають періодично повторювані епізоди депресії та викликаної лікуванням антидепресантами гіпоманії), випадки депресії при гіпертимному темпераменті. Крім того, пропонується виділяти як окремі типи біполярного розладу рекурентну депресію, що супроводжується симптомами дисфоричної гіпоманії, а також пізню маніфестацію депресії з рисами змішаності, що перетікає в синдром, що нагадує деменцію.

## Хворобливість
Труднощі у точній оцінці хворобливості біполярного розладу пов'язані не тільки з різноманітністю критеріїв (при «широкому» підході частина людей, які страждають на нього, становить до 7 %, а при «консервативному» — менше як 0,05 %), але і з неминучою суб'єктивністю діагностики у психіатрії.
Згідно з закордонними дослідженнями, поширеність становить від 0,5 до 0,8 % (5 — 8 осіб на 1000), а за даними, отриманими при вивченні пацієнтів, що стоять на обліку в ПНД (1982, Москва), частка хворих біполярним розладом склала 0,045 % (4,5 на 10000 населення, з них ⅔ проходили лікування переважно амбулаторно, а психотичні форми розлади спостерігалися лише у ⅓).
Імовірність протягом життя захворіти «класичним» біполярним розладом (принаймні з одним маніакальним епізодом) оцінюється у 2 %, а без урахування форми розладу — 4 %. Чоловіки і жінки, а також представники різних культурних й етнічних груп хворіють на біполярний розлад однаково часто, хоча Крепелін вважав що МДП приблизно у 66 % випадків діагностується у жінок.
Точних даних про захворюваність у дитячому віці немає, оскільки застосовність критеріїв, призначених для діагностики у дорослих, обмежена. Загальна поширеність депресії (всіх різновидів) у юнацькому віці становить від 15 до 40 %. У багатьох працях підкреслюється, що більшій поширеності афективних розладів у юнацькому віці відповідає і більша частота суїцидів.
Розподіл дебюту захворювання за віком показує, що у віці від 25 до 44 років хворіють 46,5 %, тобто близько половини всіх хворих БАР. При цьому біполярні форми частіше розвиваються у молодшому віці, до 25 років, а уніполярні — після 30 років.
На підвищення кількості випадків БАР у пізньому віці з різким зростанням депресивних фаз звернув увагу ще Крепелін. Ця закономірність була підтверджена пізнішими дослідженнями. У віці після 50 років маніфестація настає приблизно у 20 % випадків захворювання.

## Етіологія та патогенез
Причини та механізм розвитку біполярного афективного розладу повністю поки не зрозумілі, хоча останнім часом у цій галузі з'явилися суттєві нові дані, насамперед про характер спадкування схильності до захворювання та про його нейрохімію. Крім того, вивчення дії антидепресантів та інших лікарських засобів на рівні нервових клітин дозволяє глибше зрозуміти патологічні процеси, що лежать в основі БАР.
Всі ці дані дозволяють по-новому подивитися на роль розвитку хвороби встановлених раніше порушень обміну біогенних амінів, ендокринних зрушень, змін водно-сольового обміну, патології циркадних ритмів, впливу статі та віку, конституційних особливостей організму. Основані на цих даних гіпотези описують не тільки уявлення про біологічну сутність захворювання, а й дають інформацію про роль окремих факторів у формуванні клінічних особливостей хвороби.
Накопичення даних про захворюваність у сім'ях хворих, особливо серед монозиготних близнюків дозволили встановити кількісне взаємовідношення генетичних і середовищних факторів у розвитку біполярного розладу. Дослідження показали, що внесок генетичних факторів становив 70 %, а середовищних — 30 %. При цьому внесок випадкових середовищних факторів дорівнював 8 %, а загальносімейних — 22 %. У пізніших (1989) закордонних дослідженнях внесок генетичних факторів оцінений порядком 80 %, а випадкових середовищних — 7 %, що досить близько відповідає попереднім даними.

### Генетичні фактори
Характер успадкування схильності до захворювання (одним або багатьма генами, або за участю механізмів фенокопіювання тощо) досі не зрозумілий, хоча є дані на користь передачі хвороби єдиним домінантним геном з неповною пенетрацією, можливо, зчепленого з X-хромосомою, що особливо характерно для біполярних психозів, на відміну від уніполярних. Тим самим зчепленням можна пояснити зчеплене успадкування МДП та колірної сліпоти, що розглядається навіть як генетичний маркер афективних розладів. Крім того, до генетичних маркерів відносять недостатність ферменту глюкозо-6-фосфат-дегідрогенази (G6PO).
У процесі досліджень методом генетичного картування, основаних на скануванні геному у членів сімей, які мають хворих, були отримані результати, що свідчать про різні локації відповідних генів (зокрема, перицентромірної області 18-й хромосоми, локусі q22.3 21-ї хромосоми або в локусі q23 18-ї хромосоми (але не в її центромірній ділянці). Перша робота зі скринінгу геному з метою встановлення кореляції БАР з послідовностями нуклеотидів продемонструвала, що є кілька генів (найбільшою мірою DGKH, що кодує ключовий протеїн чутливого до літію механізму фосфорилювання інозитолу), кожен з яких достовірно збільшує ризик захворювання (у помірному ступені). Це говорить про можливу генетичну гетерогенність захворювання.
Як і при шизофренії, у посмертних зразках мозку відзначається зміна експресії деяких молекул, як-от GAD67 і риліну, проте неясно, що саме їх викликає — патологічний процес або прийом ліків. Ведуться пошуки ендофенотипів для точного виявлення генетичних основ розладу.

### Фактори ризику
Хоча за даними Крепеліна у жінок було діагностовано дві третини випадків МДП, за сучаснішими даними біполярними формами афективних розладів частіше страждають чоловіки, а монополярні втричі частіше розвиваються у жінок. Афективний психоз часто розвивається у жінок у період менструацій (особливо менархе), після пологів, в інволюції, що підтверджує участь ендокринного фактора у його патогенезі. Встановлено, що у жінок, які перенесли післяпологову депресію, згодом частіше виникає біполярний психоз. Однак при цьому неясно, чи постнатальна депресія є провокативним фактором, чи пологи викликають дебют біполярного розладу, який помилково діагностується як велика депресія.
Відомі дані про те, що фазоутворення при біполярному розладі залежить від впливу зовнішніх (психогенних і соматогенних) факторів. Було виявлено їхній виразний вплив на виникнення маніфестних фаз при монополярному та біполярному (з переважанням однієї з двох полюсів) типу перебігу фазних афективних розладів. Але якщо в картині монополярного депресивного розладу провокативні фактори, відбиваючись на клінічній картині маніфестного стану, зумовлюють його схожість з реактивною за структурою депресії і, отже, грають патогенетичну роль (для цієї форми розладу характерне збереження реактивного фазоутворення протягом всього захворювання) монополярного маніакального або біполярного афективного розладу роль зовнішніх факторів визначається лише як провокуюча дебют захворювання, а надалі фази захворювання виникають найчастіше спонтанно. При цьому чим більше в картині захворювання представлений маніакальний афект, тим менший вплив надають на фазоутворення зовнішні фактори.
Жінки, які пережили психіатричний епізод будь-якого характеру безпосередньо в післяпологовий період, мають підвищений ризик розвитку біполярного психозу. Зокрема, якщо такий епізод стався протягом 14 днів після пологів, ризик розвитку біполярної хвороби надалі збільшується чотириразово. Крім того, пологи можуть спровокувати біполярне захворювання у жінок, які раніше мали психіатричні проблеми (14 % з тих, що лікувалися психотропними препаратами у попередні 15 років).

#### Характерні особливості особистості
Деякі особистісні особливості пов'язані з підвищеним ризиком захворіти на біполярний розлад. До них відносяться, наприклад, меланхолійний тип особистості і статотимічний тип, які визначаються насамперед підкресленою орієнтацією на впорядкованість, сталість, відповідальність. Інші авторитетні фахівці також зазначали, що підвищена сумлінність та психастенічні риси особистості в період до захворювання найчастіше відзначаються при монополярному депресивному варіанті МДП. Також встановлено (Б. С. Бєляєв, 1989), що при монополярних варіантах перебігу афективного психозу набагато частіше (70 %), ніж при власне біполярних (34 %), до захворювання спостерігалися шизоїдні риси особистості.
Фактором ризику є також преморбідні особливості особистості, пов'язані з емоційною нестійкістю, що виражається у надмірних афективних реакціях на зовнішні причини, а також у спонтанних коливаннях настрою. З іншого боку, до захворювання схильні люди, які страждають на явища дефіцитарності у будь-якій сфері психічної діяльності. У їхніх особистісних проявах переважають недостатність власне емоцій, консерватизм особистості; їхні психічні реакції відрізняються ригідністю, монотонністю та одноманітністю.

## Клінічна картина, перебіг
Кількість фаз, можливих у кожного хворого, непередбачувана — розлад може обмежитися навіть єдиною фазою (манії, гіпоманії або депресії) за все життя, проте в цьому випадку правильніше говорити про тривалу, іноді в десятки років, інтермісію. Захворювання може виявлятися тільки маніакальними, тільки гіпоманіакальними або лише депресивними фазами або їх зміною з правильним або неправильним чергуванням.

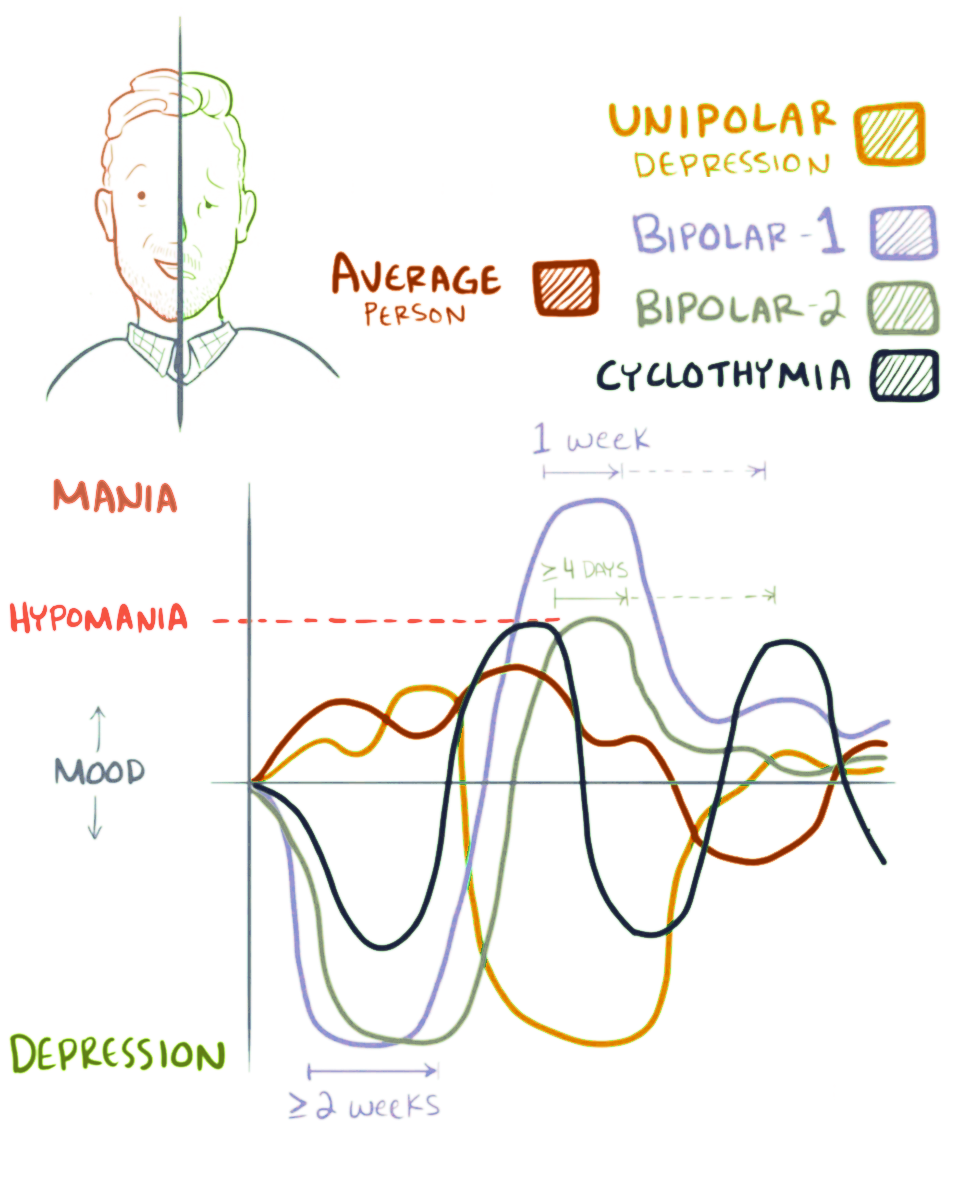
Графічне подання перебігу біполярного розладу та циклотимії

Тривалість фаз коливається від кількох днів до 1,5- 2 років (у середньому 3 — 7 місяців), при цьому (гіпо)маніакальні фази у середньому в три рази коротші за депресивні.
Тривалість «світлих» проміжків (інтермісій або інтерфаз) між фазами може становити від 3 до 7 років; «світлий» проміжок може бути відсутнім. Атиповість фаз може виявлятися непропорційною вираженістю стрижневих (афективних, моторних й ідеаторних) розладів, неповним розвитком стадій усередині однієї фази, включенням до психопатологічної структури фази нав'язливих, сенестопатичних, іпохондричних, гетерогенно-маячних (зокрема, параноїдних), галюцинаторних і кататонічних розладів.
Шкода від біполярних депресій перевищує шкоду від (гіпо)маніакальних фаз, оскільки пацієнти проводять у депресії більше часу, у них значно більше порушень у професійному, соціальному та сімейному житті, високий ризик самогубства під час та після депресії.

### Перебіг маніакальної фази
Маніакальна фаза представлена тріадою основних симптомів:
- підвищений настрій (гіпертимія)
- рухове збудження
- ідеаторно-психічне збудження (тахіпсихія)

Протягом «повної» маніакальної фази виділяють п'ять стадій:
1. Гіпоманіакальна стадія (F31.0 за МКХ-10) характеризується підвищеним настроєм, появою почуття духовного піднесення, фізичної та психічної бадьорості. Мова багатослівна, прискорена, падає кількість смислових асоціацій з наростанням механічних асоціацій (за схожістю та співзвуччю у просторі та часі). Характерно помірно виражене рухове збудження. Увага характеризується підвищеною відволікальністю. Характерна гіпермнезія. Помірно знижується тривалість сну та підвищується апетит.
2. Стадія вираженої манії характеризується подальшим наростанням виразності основних симптомів фази. Хворі безперервно жартують, сміються, на цьому фоні можливі короткочасні спалахи гніву. Мовленнєве збудження виражене, досягає ступеня стрибка ідей (лат. fuga idearum). Виражене рухове збудження, виражене відволікання призводять до неможливості вести з хворим послідовну розмову. З огляду на переоцінки своєї особистості виникають маячні ідеї величі. На роботі хворі будують райдужні перспективи, вкладають гроші у безперспективні проєкти, проєктують шалені конструкції. Тривалість сну знижується до 3-4 годин на добу.
3. Стадія маніакального шаленства характеризується максимальною вираженістю основних симптомів. Різке рухове збудження має безладний характер, мова зовні нескладна (при аналізі вдається встановити механічно асоціативні зв'язки між компонентами мови), складається з уривків фраз, окремих слів чи навіть складів.
4. Стадія рухового заспокоєння характеризується редукцією рухового збудження на тлі підвищеного настрою, що зберігається, і мовного збудження. Інтенсивність двох останніх симптомів також поступово знижується.
5. Реактивна стадія характеризується поверненням всіх складових симптомів манії до норми і навіть деяким зниженням у порівнянні з нормою настрою, легкою моторною й ідеаторною загальмованістю, астенією. Деякі епізоди стадії вираженої манії та стадія маніакального шаленства у хворих можуть амнезуватися.

Для визначення тяжкості маніакального синдрому застосовується оцінна шкала маній Янга.

### Перебіг депресивної фази
Депресивна фаза представлена протилежно маніакальної стадії тріадою симптомів: пригніченим настроєм (гіпотимія), сповільненим мисленням (брадипсихія) та руховою загальмованістю.
У цілому БАР частіше проявляється депресивними, ніж маніакальними станами. Для всіх стадій течії депресивної фази характерні добові коливання, з поліпшенням настрою та загального самопочуття у вечірній час.
У хворих зникає апетит, їжа здається несмачна («як трава»), хворі втрачають вагу, іноді значно (до 15 кг). У жінок на період депресії зникають менструації (аменорея). При неглибокій депресії відзначаються характерні для БАР добові коливання настрою: самопочуття гірше з ранку (прокидаються рано з почуттям туги та тривоги, бездіяльні, байдужі), надвечір дещо підвищується настрій, активність. З віком у клінічній картині депресії дедалі більше місце займає тривога (невмотивовані занепокоєння, передчуття, що «щось має статися», «внутрішнє хвилювання»).
Протягом депресивної фази виділяють чотири стадії:
1. Початкова стадія депресії проявляється нерізким ослабленням загального психічного тонусу, зниженням настрою, розумової та фізичної працездатності. Характерно поява помірних розладів сну як труднощі засинання та її поверхневості.
2. Стадія наростальної депресії характеризується вже явним зниженням настрою з появою тривожного компонента, різким зниженням фізичної та психічної працездатності, руховою загальмованістю. Мова повільна, небагатослівна, тиха. Порушення сну призводять до безсоння. Характерно помітне зниження апетиту.
3. Стадія вираженої депресії — всі симптоми досягають максимального розвитку. Характерні важкі психотичні афекти туги та тривоги, що болісно переживаються хворими. Мова різко сповільнена, тиха чи шепітна, відповіді на питання односкладові, з великою затримкою. Хворі довго можуть сидіти або лежати в одній позі (т.з. «депресивний ступор»). Характерна анорексія. На цій стадії з'являються депресивні маячні ідеї (самообвинувачення, самоприниження, власної аморальності (гріховності), іпохондричні). Також характерна поява суїцидальних думок, дій та спроб. Суїцидальні спроби найбільш часті і небезпечні на початку стадії і на виході з неї, коли на тлі різкої гіпотимії (вкрай пригніченого настрою) відсутня виражена рухова загальмованість. Ілюзії та галюцинації рідкісні, проте вони можуть бути (головним чином слухові), частіше у вигляді голосів, що повідомляють про безнадійність стану, безглуздість буття, рекомендують накласти на себе руки.
4. Реактивна стадія характеризується поступовою редукцією всіх симптомів, якийсь час зберігається астенія, але іноді, навпаки, відзначається деяка гіпертимія, балакучість, підвищена рухова активність.

БАР нерідко супроводжується депресивною фазою близькою до атипової депресії, при якій спостерігається не зниження апетиту, маси тіла та безсоння, а навпаки, гіперфагія, збільшення маси тіла та гіперсомнія; характерні відчуття тяжкості в тілі, емоційна лабільність, високий рівень психомоторної загальмованості, високий рівень тривожності, чутливість до ситуацій фрустрації, дратівливість. Деякі автори вважають ці прояви найбільш значущими клінічними ознаками біполярної депресії, протиставляючи їх ознакам уніполярної депресії, для якої, на їхню думку, характерні «типові» депресивні ознаки, описані вище.
Порівняльний аналіз популяції осіб, які страждають на депресію, у дослідженні EPIDEP показав, що з порівняння тяжкості основних депресивних проявів у біполярних пацієнтів частіше, ніж у пацієнтів з уніполярною депресією, відзначалися явища деперсоналізації, дереалізації, підвищення маси тіла, гіперсомнія, а крім того, суїцидальні думки й ідеї самозвинувачення. Хворі з уніполярною депресією частіше відзначали такі симптоми, як рухова й інтелектуальна загальмованість, зниження енергійності, песимістичну оцінку перспектив.
В обох групах в структурі депресії були присутні симптоми тривоги, але в уніполярних хворих при оцінці за шкалою тривоги Гамільтона переважали соматичні її прояви — м'язова напруга, симптоми з боку шлунково-кишкового тракту та дизурія, а у біполярних хворих — відчуття граничної напруги, тривожне очікування та тривожне попередження, обсесивна та фобічна симптоматика.

#### Варіанти перебігу депресивної фази
- проста депресія — тріада депресивного синдрому без маячення;
- іпохондрична депресія — депресія з афективним іпохондричним маяченням;
- маячна депресія (див. синдром Котара);
- ажитована депресія характеризується відсутністю чи слабкою вираженістю рухової загальмованості;
- анестетична депресія характеризується наявністю явища хворобливої психічної нечутливості (лат. anaesthesia psychica dolorosa), коли хворий стверджує, що зовсім втратив здатність любити близьких, природу, музику, втратив взагалі всі людські почуття, став абсолютно байдужим, причому ця втрата глибоко переживається як гострий душевний біль.

### Змішані стани
а) Афективні змішані епізоди характеризуються як стани, при яких один із компонентів тріади (настрій, рухова активність, мислення) протилежний полюсу інших компонентів: до цих станів відносяться, з одного боку, ажитована депресія, тривожна депресія та депресія зі стрибком ідей; з іншого — загальмована манія, непродуктивна манія та дисфорична манія. Іноді виділяють й інші змішані стани — наприклад, іпохондричну манію, манію зі ступором, депресію з явищами емоційної гіперреактивності, астенічну манію.
| Афективні розлади                      | Настрій (афект) | Мислення    | Моторна (рухова) активність |
| -------------------------------------- | --------------- | ----------- | --------------------------- |
| Тривожно-депресивна манія              | депресивний     | прискорене  | підвищена                   |
| Порушена (ажитована) депресія          | депресивний     | сповільнене | підвищена                   |
| Депресія зі «стрибком ідей»            | депресивний     | прискорене  | знижена                     |
| Непродуктивна манія зі збіднінням мови | маніакальний    | сповільнене | підвищена                   |
| Загальмована манія                     | маніакальний    | сповільнене | знижена                     |

б) Також до змішаних епізодів відносять стани, при яких швидко (зазвичай протягом кількох годин) чергуються симптоми гіпоманії (манії) та депресії.
До атипових змішаних станів відносять змішані стани, які формуються в результаті приєднання до афективної тріади одного полюса (тобто маніакальної або депресивної тріади) симптомів, феноменологічно споріднених протилежному полюсу афекту: так, до маніакальної тріади можуть приєднуватися, на приклад, астенічні й іпохондричні розлади.
Змішані афективні епізоди зустрічаються порівняно часто (особливо у молодих пацієнтів): за деякими даними, у 13,9 — 39,4 % та 5,1 — 12,0 % пацієнтів з БАР І та II типу відповідно. Ці стани викликають труднощі в діагностиці та виборі методу лікування, які часто виявляються резистентними. Межі між «чистою» манією та змішаним станом нечіткі, оскільки депресія часто ховається за маніакальним фасадом і легко провокується ситуаційними факторами.
Змішані стани, за даними багатьох дослідників (К. Нанн; Р. Пост у співавт.; С. Макелрой і співавт.), часто виникають у тих пацієнтів, у яких афективне захворювання маніфестувало у підлітково-юнацькому віці. Дж. Векерлі наводить дані, згідно з якими змішані стани при біполярному розладі зустрічаються у підлітків і юнаків у ⅓ випадків. За даними Б. Геллера та співавт. серед тих пацієнтів з афективними захворюваннями, у кого захворювання почалося в пубертатному віці, частка пацієнтів зі змішаними афективними станами досягає 55 % випадків.
Для пацієнтів зі змішаними станами характерний високий суїцидальний ризик: до 60 % пацієнтів зі змішаними станами повідомляють про наміри суїцидальних, і близько 50 % пацієнтів юнацького віку з біполярним розладом, що вчинили вдалу спробу самогубства, знаходилися в змішаному стані.

### Швидкі цикли
Складний для діагностики варіант течії, який часто плутають зі змішаними станами. При швидкоциклічному біполярному розладі спостерігається понад чотири епізоди манії, депресії або змішаного стану протягом року. Вони можуть бути розділені періодом ремісії або можуть завершуватися «інверсією афекту» — безпосередньою зміною фази на протилежну. При цьому кожен депресивний епізод триває не менше як два тижні, кожен маніакальний або змішаний епізод — не менше одного тижня, кожен гіпоманіакальний епізод — як мінімум 4 дні. Існують поняття «ультрашвидких» циклів (4 або більше афективних фаз протягом 1 місяця).
Швидкі цикли спостерігаються приблизно у 10 — 15 % пацієнтів з біполярним розладом. Найчастіше вони виникають на пізніх стадіях захворювання, факторами ризику розвитку швидких циклів є жіноча стать та біполярний розлад II типу. До вторинних причин розвитку швидких циклів відносяться гіпотиреоїдизм (зокрема викликаний прийманням літію), зловживання алкоголем й іншими речовинами, супутні фізичні захворювання (зокрема апное уві сні, розсіяний склероз, травма голови). У 30 — 40 % випадків розвитку швидких циклів передує приймання антидепресантів: ці препарати можуть викликати інверсію фази (перемикання депресії на манію або гіпоманію) та швидку циклічність.
Для пацієнтів зі швидкими циклами характерний несприятливий індивідуальний прогноз, нерідко стійкість до лікування, низька комплаентність.

## Діагностика
З формальної точки зору обов'язковим критерієм діагностики є як мінімум два афективні епізоди, з яких як мінімум один повинен бути (гіпо) маніакальним або змішаним. Очевидно, при встановленні діагнозу лікар розглядає набагато більше факторів і приймає рішення, виходячи з їх сукупності. При цьому велика увага має приділятися диференційній діагностиці. Зокрема, афективні епізоди можуть бути викликані екзогенними причинами — наприклад, реактивні депресивні епізоди (реакція на психотравмувальні події); гіпоманіакальні епізоди, викликані гіперстимуляцією, хімічною чи нехімічною (наприклад, недосипання); тощо. Ігнорування подібних випадків може призвести до гіпердіагностики БАР.
Однак частіше трапляються помилки протилежного роду: оскільки гіпоманіакальні епізоди часто випадають як з поля зору лікаря, так і самого пацієнта (який може не вважати їх хворобливими станами), йому може бути поставлений хибний діагноз звичайної або періодичної депресії. Можливо, що з введенням у США в класифікацію окремої нозологічної одиниці БАР II (без маніакальних епізодів) пов'язане зростання діагностики біполярного розладу в цій країні.
Істотне значення має якомога рання діагностика біполярної хвороби: якщо лікування починається, коли пацієнт переніс тільки один (гіпо)маніакальний епізод, воно буває вдвічі ефективніше, ніж лікування, розпочате після кількох афективних епізодів. Однак, за даними американських дослідників, понад третину пацієнтів з біполярним розладом правильний діагноз було поставлено лише через 10 років і більше після першого епізоду хвороби.

### Диференційна діагностика
Проведення диференціальної діагностики БАР необхідно практично з усіма видами психічних розладів: уніполярною депресією, розладами особистості (МРЛ), шизофренією, зловживанням психоактивними речовинами й афективними розладами, що мають соматичні або неврологічні причини, неврозами, інфекційними, психогенними, токсичними, травматичними психозами, олігофренією. Значні труднощі є диференціальна діагностика БАР з розладами шизофренічного спектра, а також з уніполярною рекурентною депресією.
До ознак, що ймовірно вказують на біполярний перебіг розладу, а не уніполярну депресію, відноситься раннє виникнення першого епізоду депресії (до 20 років), важка післяпологова депресія, різкий початок епізоду (протягом 1 — 2 днів), часті епізоди депресії (1 — 2 рази на рік), її атиповість. Скринінг на біполярний розлад (особливо II типу) потрібно проводити у всіх пацієнтів, які страждають на рекурентну депресію молодого віку і після пологів.
За наявності у пацієнта манії, яка розвинулася на фоні приймання антидепресантів, але відсутності в анамнезі маніакальних епізодів найбільш вірогідним діагнозом має бути спричинений лікарським препаратом розлад настрою. Про діагноз біполярного розладу можна думати тільки в тому випадку, якщо симптоми манії спостерігалися і до приймання антидепресанту або якщо симптоми манії тривають не менше ніж місяць після скасовування антидепресанту. Подібні діагностичні міркування повинні застосовуватися до пацієнтів, які зловживають психоактивними речовинами (наприклад, кокаїном, амфетаміном) з психотоміметичною дією, здатними викликати маніакальні стани.
Відомо, що до 86 % осіб, які страждають на біполярний розлад, протягом життя відчувають психотичні симптоми: маячення, галюцинації. Однак часті, тривалі або рецидивні галюцинації нехарактерні для БАР, їхня наявність дозволяє віднести захворювання до шизофренії або шизоафективного розладу.
Помилкова діагностика шизофренії при біполярному розладі небезпечна зокрема тому, що вона призводить до призначення на тривалий термін потужних класичних (типових) нейролептиків, часто у депонованій формі, як наслідок — до формування затяжних, маніакальних станів, які не піддаються трансформації або інверсії затяжними адинамічними депресіями. Це може призвести до інвалідизації пацієнтів, як і внаслідок тривалого прийому таких препаратів хронічна екстрапірамідна симптоматика. Гіпердіагностика шизофренії є фактором стигматизації пацієнтів у суспільстві, зумовлює помилки в судово-психіатричній практиці, необґрунтовані переводи на інвалідність і збільшення економічних витрат.
Дуже важлива рання діагностика гіпоманіакальних станів, оскільки невиявлення їх у хворих на БАР II типу тягне за собою постановку діагнозу рекурентної депресії та призначення на неадекватно тривалий термін антидепресантів, що може призвести у подальшому до обтяження перебігу біполярного афективного розладу та формуванню швидкої циклічності, яка важко піддається лікуванню. Такі помилки, як і помилкова діагностика шизофренії, поширені у країнах пострадянського простору, що спричиняє до ускладнення захворювання, соціальної дезадаптації й інвалідизації.
Гіподіагностика БАР часто має місце й у західних країнах. Так, за результатами дослідження Hirschfeld et al. (2003), 69 % пацієнтів до встановлення діагнозу БАР спостерігалися з іншими діагнозами: уніполярна депресія (60 %), тривожний розлад (26 %), шизофренія (18 %), приграничний чи антисоціальний розлад особистості (17 %), зловживання алкоголем та іншими речовинами (16 %), шизоафективний розлад (11 %). У кількох незалежних діагностичних дослідженнях було встановлено, що майже у 50 % молодих пацієнтів з діагнозом рекурентної депресії надалі виявляється біполярний тип перебігу — іншими словами, вони переносять хоча б один маніакальний або гіпоманіакальний епізод. Правильний діагноз біполярного розладу в середньому встановлюється через 10 років після початку захворювання.
Оскільки у хворих з порушеннями функції щитоподібної залози часто розвиваються депресивні або маніакальні симптоми, за наявності у пацієнта розладів настрою доцільно проводити оцінку функції щитоподібної залози, щоб виявити або виключити соматичну причину психічних порушень. Правильно призначене лікування гіпо- та гіпертиреоїдизму призводить у більшості випадків до редукції психічних симптомів.
Терапія антидепресантами при гіпертиреоїдизмі, як правило, виявляється неефективною; крім того, у пацієнтів із порушеннями функції щитоподібної залози підвищений ризик розвитку небажаних ефектів психотропних препаратів. Зокрема, трициклічні антидепресанти (і рідше інгібітори МАО) можуть викликати у пацієнтів з гіпертиреоїдизмом швидку циклічність. Призначення препаратів літію при гіпертиреоїдизмі (тиреотоксикозі) може спричиняти короткочасне симптоматичне поліпшення з подальшим посиленням симптомів гіпертиреоїдизму та розвитком офтальмопатії.

## Терапія

### Фармакотерапія
Для лікування біполярного афективного розладу I та II типів та профілактики обох фаз захворювання використовують препарати літію, протисудомні препарати, як-от вальпроати, карбамазепін і ламотригін, деякі з атипових нейролептиків, зокрема кветіапін й оланзапін. Усі зазначені препарати називаються нормотиміками (стабілізаторами настрою, тимостабілізаторами). Вони можуть використовуватися у поєднанні один з одним, при цьому небажано застосовувати два препарати однієї і тієї ж групи (наприклад, два нейролептики).
Оскільки дискретний перебіг психозу — на противагу безперервному — прогностично сприятливий, досягнення ремісії завжди є основною метою терапії.
Для купірування фаз рекомендується «агресивна психофармакотерапія», щоб не допустити утворення резистентних станів. Мається на увазі, що слід розпочинати лікування з призначення відносно високої дози препаратів і швидко підвищувати дозування до оптимального у цьому конкретному випадку рівня, орієнтуючись на стан хворого. Однак у разі біполярного розладу слід приділяти особливу увагу, щоб не допустити інверсії фази, тобто безпосередньої зміни фази на протилежну під впливом надміру активного протиманіакального або антидепресивного лікування. Інверсія фази (тобто фактично безпосередня зміна фаз за циркулярним типом течії, без «світлого» проміжку між фазами) є прогностично несприятливою та погіршує загальний стан пацієнта.
Препарати літію, вальпроати та карбамазепін ефективні як при лікуванні, так і профілактиці маніакальних і депресивних фаз, але насамперед при лікуванні манії та при профілактичній терапії; менш ефективні вони під час лікування біполярної депресії. Ламотригін, як вважається, ефективний насамперед при лікуванні та профілактиці депресивних фаз і неефективний при лікуванні маніакальних епізодів. Втім, його ефективність при депресивних фазах (як і при швидкій циклічності) теж піддається сумніву: стверджується, що з урахуванням негативних досліджень, спочатку не опублікованих, препарат має дуже обмежену, якщо така взагалі є, ефективність при гострій біполярній депресії та швидкій циклічності.
При всіх афективних розладах лікування препаратами літію певно знижує частоту самогубств, що було підтверджено метааналізом 48 рандомізованих досліджень. Це відбувається не тільки завдяки лікуванню захворювання, а й тому, що літій знижує агресивність і, можливо, імпульсивність. Крім того, при лікуванні літієм частота самогубств знижується в порівнянні з лікуванням іншими препаратами, знижується також загальна смертність.
Нейролептики (вони ж антипсихотичні препарати) ефективні на короткі проміжки часу лікування маніакальної фази, тоді як препарати літію переважно використовувати при довгостроковому лікуванні. Антидепресанти можна використовувати лише під час депресивної фази, причому обов'язково у поєднанні з нормотиміками. Три атипові антипсихотики (луразидон, оланзапін і кветіапін) показали наявність ефективності при лікуванні біполярної депресії у вигляді монотерапії, тоді як тільки оланзапін і кветіапін довели ефективність широкого спектра профілактичної терапії (є профілактики всіх трьох типів фаз — маніакальної, змішаної та депресивної). При цьому оланзапін мав менш переважне співвідношення ризику/користі, ніж у препаратів літію під час профілактичної терапії.
Існує також думка, що нейролептики бажано призначати при БАР лише у тому випадку, якщо у пацієнта спостерігається виражене збудження або психотичні прояви.
Ефективність лікування біполярного розладу суттєво залежить від кількості перенесених епізодів захворювання. Як зазначалося, лікування, розпочате після першого (гіпо)маніакального епізоду, буває вдвічі ефективніше, ніж лікування, розпочате після кількох афективних епізодів. Наприклад, при монотерапії оланзапіном, рекомендованим як препарат першої лінії для лікування маніакальних епізодів, а в комбінації з флуоксетином і для депресивних фаз БАР, сприятлива реакція у хворих, що перенесли 1-5 епізодів, становила 52 — 69 % час лікування маніакальних фаз та 10 — 50 % під час підтримувальної терапії. При лікуванні хворих, які перенесли понад 5 епізодів, ефект був помітно меншим: 29 — 59 % і 11 — 40 % відповідно. Імовірність рецидиву (гіпо)маніакального або депресивного епізоду, попри лікування оланзапіном, подвоюється у пацієнтів, які перенесли понад 5 афективних епізодів. Також при підтримувальній терапії ймовірність рецидиву підвищується відповідно на 40 — 60 % у групах пацієнтів, які перенесли від 1 до 5, 6 — 10 та понад 10 епізодів хвороби. Оскільки інші дані показують, що залишкова симптоматика, супутні захворювання та недотримання режиму лікування відіграють велику роль у рецидиві захворювання, ці фактори також заслуговують на підвищену увагу для більш успішного лікування на тривалому проміжку часу і з точки зору результату захворювання.
Резистентні біполярні розлади нерідко призводять до поліпрагмазії (призначення кількох лікарських засобів одночасно). У цих випадках кількість препаратів, що призначаються, часом буває надмірною, а також призначаються кілька препаратів однієї фармакологічної групи. Подібна схема може охоплювати, наприклад, шість лікарських засобів, зокрема два нейролептики та два бензодіазепіни. Такі призначення є невиправданими, і більш розсудливим рішенням у такому разі буде поступове скасування хоча б кількох препаратів і критична оцінка значення інших. Схему лікування бажано обмежити максимум трьома психотропними засобами різних фармакологічних груп (наприклад, нормотимік, нейролептик та, за необхідності, антидепресант).

#### Депресивна фаза
Обговорення питання про місце антидепресантів у терапії біполярної депресії є однією з найскладніших і тривалих дискусій у психіатрії. Одна з причин цього у здатності антидепресантів призводити при біполярній депресії до таких наслідків, як підвищення ризику емоційної нестабільності та провокування маніакальних станів. Крім того, доказові дані про ефективність антидепресантів, з одного боку, і «стабілізаторів настрою» (нормотиміків) з іншого, інтерпретуються по-різному: одні автори наполягають, що дані про користь антидепресантів при біполярній депресії недостатньо чіткі, інші (при оцінці тієї ж самої бази даних доказової медицини), навпаки, підкреслюють, що існує більше свідчень про ефективність антидепресантів, ніж нормотиміки.
Попри розбіжності у виробленні рекомендацій щодо лікарської терапії, за даними доказової медицини, як і раніше, «золотим стандартом» у лікуванні залишаються нормотиміки, і при появі ознак депресії рекомендується насамперед оптимізація їх дозування.
У більшості клінічних рекомендацій антидепресанти зберігають свою роль у терапії біполярної депресії, але їх рекомендується застосовувати мінімально можливий термін і з самого початку поєднувати з нормотиміками, що дозволяють запобігти інверсії фази, — таку здатність мають насамперед вальпроати, карбамазепін окскарбазепін, препарати літію, а також атипові антипсихотики. Крім того, нормотиміки мають власну антидепресивну дію, а також дозволяють подолати резистентність до антидепресантів. Наприклад, згідно з дослідженням 2007 року ламотригін може лікувати депресивну фазу, не викликаючи манії, гіпоманії, змішаних станів або швидкої зміни станів.
В одному з досліджень показано, що поєднання двох нормотиміків, одним з яких є літій, а другим — протисудомний препарат (карбамазепін, ламотригін або вальпроат), за ефективністю купірування депресивної симптоматики у пацієнтів з біполярним розладом не поступається комбінації нормотимика й антидепресанту, проте дещо гірше переноситься пацієнтами.
При призначенні високих доз літію або карбамазепіну у клінічній практиці можуть виникати проблеми, пов'язані із переносимістю. Крім того, тривале та/або інтенсивне призначення цих двох препаратів може спричиняти гіпотиреоїдизм, що, своєю чергою, спричиняє афективну нестабільність. Для літію характерні й такі недоліки, як вузьке терапевтичне вікно та складність визначення дози за досягнутою концентрацією, що робить його потенційно токсичним і небезпечним препаратом з великою кількістю побічних ефектів.
Депакін (вальпроат натрію), на відміну від літію та карбамазепіну, не впливає на функцію щитоподібної залози. Крім того, для нього характерна властивість зменшувати частоту фазових станів у пацієнтів зі швидкими циклами. Лише для цього препарату існує рекомендація щодо форсованого нарощування доз, тому депакін є препаратом вибору щодо запобігання розвитку не тільки маніакальної, а й депресивної фази, що формується. За деякими даними, депакін є засобом вибору у купіруванні симптомів тривоги в динаміці депресивної фази — як у продромальний період, так і на етапі розгорнутого депресивного епізоду.
З атипових антипсихотиків до нормотиміків найчастіше відносять кветіапін, оланзапін, клозапін і рисперидон. Антидепресант флуоксетин особливо ефективний у поєднанні з оланзапіном. Випускається також комбінований препарат — оланзапін + флуоксетин — Сімбіакс для лікування як біполярних депресивних епізодів, так і резистентних депресій. При застосуванні атипових нейролептиків можуть виникати такі побічні ефекти, як метаболічні порушення (з ризиком ожиріння, цукрового діабету, серцево-судинних захворювань), седація та сонливість, підвищення рівня пролактину, а також (набагато рідше, ніж при прийманні типових нейролептиків) — екстрапірамідні розлади. Викликана деякими атиповими нейролептиками (передусім рисперидоном й амісульпридом) гіперпролактинемія (підвищення пролактину) при тривалій терапії сама по собі може призводити до виникнення тривожних та депресивних порушень.
Хоча атиповий антипсихотик арипіпразол нерідко використовується при біполярній депресії, дані щодо можливості його застосування в депресивній фазі неоднозначні, як показує систематизований огляд, опублікований у «Annals of General Psychiatry» у 2009 році; причиною цього є погана переносимість, що відзначалася у дослідженнях. Для арипіпразолу мало характерні побічні ефекти, властиві більшості інших атипових антипсихотиків, проте він може викликати, зокрема, безсоння та збудження.
У більшості рекомендацій щодо терапії біполярного розладу вказується на ефективність застосування антидепресантів у комбінації з нормотиміками у купіруванні розгорнутого депресивного епізоду. Проте результати досліджень ефективності антидепресантів при біполярній депресії суперечливі: крім позитивних результатів, накопичуються дані про недостатню ефективність антидепресантів при цьому розладі або навіть відсутність їхньої переваги у порівнянні з плацебо. Так, аналіз FDA виявив, що більша частина досліджень з негативним результатом не була опублікована або подана як дослідження з позитивним результатом.
Деякі автори рекомендують застосування антидепресантів при біполярній депресії лише в тих випадках, якщо депресія у пацієнтів не проходить, попри терапію нормотиміками. Вважається також, що призначення антидепресантів у невеликих дозах дозволяє знизити ризик «перемикання» депресії в маніакальний або змішаний стан, а також розвиток швидкої циклічності.
Антидепресанти як при уніполярній депресії, так і при біполярній підбираються з урахуванням структури депресії. При неправильному підборі антидепресанту, без урахування переваги в його дії стимулювального або седативного компонента, приймання препарату може призвести до погіршення стану: при призначенні стимулювального антидепресанту — до загострення вже існуючої тривоги, занепокоєння, посилення суїцидальних тенденцій; при призначенні седативного препарату — до ще більшої психомоторної загальмованості (млявості, втоми, сонливості) та зниження концентрації уваги.
За наявності симптомів класичної меланхолійної депресії, при якій на перший план виходять туга, апатія, знижена мотивація, доцільно призначення стимулювальних антидепресантів, наприклад, як-от флуоксетин, венлафаксин, мілнаципран, бупропіон та подібних до них препаратів. При адинамічної депресії, коли на перший план виходять ідеаторна і моторна загальмованість, також першочергові стимулювальні антидепресанти. Дуже добрі результати при цьому типі депресії дає циталопрам, хоча його ефект є збалансованим, а не стимулювальним.
Якщо першочерговими є тривога та занепокоєння, то використовуються антидепресанти седативної дії: пароксетин, есциталопрам, міртазапін.
Властивість провокування манії у пацієнтів з біполярною депресією більш характерна для трициклічних антидепресантів, а селективні інгібітори зворотного захоплення серотоніну та інгібітори МАО викликають інверсію фази набагато рідше. Зокрема, при терапії біполярної депресії, особливо у структурі БАР І типу, інверсія (перехід у маніакальну фазу) у разі лікування трициклічним антидепресантом іміпраміном відзначалася приблизно у 25 % випадків; однак існують інші дані: наприклад, за даними одного метааналізу трициклічні антидепресанти викликали інверсію афекту в 11 — 38 % випадків.
Індукована антидепресантами інверсія фази вважається несприятливим фактором, що обтяжує загальний перебіг біполярного розладу. За сучасними уявленнями, кількість попередніх епізодів може зумовлювати рівень ризику подальших загострень, іншими словами, «фаза провокує фазу». Частота індукованих антидепресантами інверсій має дозозалежний характер: вона тим вища, чим вищий рівень застосовуваних дозувань. Трициклічні антидепресанти можуть скорочувати світлі проміжки між епізодами загострення захворювання. Приблизно у 25 % пацієнтів з БАР безконтрольне застосування антидепресантів може призвести до формування швидкоциклічного та континуального перебігу.
Погіршення перебігу біполярного розладу, що виникає при застосуванні антидепресантів без нормотиміків, може проявлятися також у виникненні резистентності до психофармакотерапії, посиленні депресії (розвитку пов'язаної з прийманням антидепресантів хронічної дисфорії), виникненні змішаної депресії (тобто такого депресивного стану, в структурі якого присутні гіпоманіакальні або маніакальні симптоми, найчастіше субсиндромального рівня), значне підвищення ризику суїциду. Ці явища пов'язані один з одним — зокрема, змішана депресія набагато більшою мірою, ніж чиста депресія, є фактором ризику суїциду; суттєвий ризик суїциду буває також зумовлений посиленням депресії, спричиненим антидепресантами. Ймовірність інверсії афекту (розвитку манії або гіпоманії), індукованої антидепресантами, набагато вища у пацієнтів зі змішаною депресією, ніж у пацієнтів з «чистою» депресією, а наявність у минулому гіпоманіакальних або маніакальних фаз, індукованих антидепресантами, обумовлює ризик індукованої антидепресантами хронічної дисфорії.

#### Маніакальна фаза
Основну роль у лікуванні маніакальної фази грають нормотиміки (препарати літію, карбамазепін, вальпроєва кислота). Ламотригін, що застосовується в депресивній фазі захворювання, не вважається ефективним при лікуванні маніакального епізоду. Водночас він ефективний у профілактиці маніакальної фази або при призначенні для посилення ремісії.
У деяких випадках для швидкого усунення симптомів маніакальної та змішаної фаз виникає потреба в антипсихотиках, причому пріоритет надається атиповим. Атипові антипсихотики також часто поєднують з препаратами літію та вальпроєвою кислотою як першу лінію терапії при маніакальних і змішаних фазах.
Із застосуванням класичних (типових) антипсихотиків пов'язаний значно більший ризик не тільки інверсії фази (розвитку депресії) та нейролептик-індукованого дефіцитарного синдрому, а й екстрапірамідних порушень, до яких хворі БАР особливо схильні — зокрема це стосується пізньої дискінезії, незворотного порушення, що призводить до інвалідизації. За результатами метааналізу, типові нейролептики (галоперидол, хлорпромазин та ін.) при терапії маніакального епізоду суттєво поступаються солям літію. Літій при «чистій» манії сприятливий з патогенетичної точки зору й ефективний з точки зору не тільки купірування, але й профілактики фаз, тоді як типові нейролептики практично не впливають на механізм фазного перебігу.
Ризик виникнення екстрапірамідних розладів існує і при використанні у пацієнтів у маніакальній фазі деяких атипових антипсихотиків: зипрасидону, рисперидону й арипіпразолу (а також при використанні в депресивній фазі кветіапіну й арипіпразолу — із застосуванням останнього у пацієнтів з біполярним розладом пов'язаний ризик переважно акатизії).

#### Змішані стани
При лікуванні змішаних станів застосовуються атипові антипсихотики, протисудомні препарати та літій. Антидепресанти при змішаних станах не рекомендується. Їхня користь при змішаних станах є сумнівною навіть у разі додавання антидепресанту до нормотиміку, до того ж навіть при такому поєднанні антидепресанти можуть посилювати у пацієнтів з цими станами (гіпо)маніакальні симптоми, дратівливість, дисфорію та безсоння. Тим більше сумнівна користь антидепресантів при тривалому лікуванні, хоча в деяких з пацієнтів, які страждають на змішану депресію, вони можуть ефективно застосовуватися в довгостроковій перспективі, особливо якщо є сильний початковий терапевтичний ефект або ремісія без ознак дестабілізації настрою.
Немає єдиної думки щодо можливості застосування літію: він вважається малоефективним при змішаних станах, але також зазначається, що його все ж таки бажано використовувати у пацієнтів з цими станами через його здатність запобігати самогубству та нейропротективній дії. У цілому вальпроати при змішаних станах краще за літій.
Застосування типових антипсихотиків у пацієнтів зі змішаними станами слід уникати через депресогенну дію цих препаратів.
Додатково до нормотиміків можуть застосовуватися лікарські засоби, що використовуються для короткострокової терапії (наприклад, бензодіазепіни), у тих випадках, коли є гостра тривога або з'являються ранні симптоми рецидиву. Снодійні засоби можна додавати до схеми терапії у випадку, якщо препарати, призначені для лікування афективних розладів, не допомагають пацієнтові від безсоння.

#### Швидкі цикли
Препаратами вибору при швидких циклах є нормотиміки. Слід уникати застосування антидепресантів і типових (класичних) нейролептиків, оскільки перші підвищують ризик інверсії афекту, а нейролептики — ризик хронічної екстрапірамідної симптоматики. Антидепресанти при швидкій циклічності не слід застосовувати навіть у поєднанні з нормотимиками. Лише іноді — при вираженій суїцидальності під час депресивних епізодів — може бути виправдане короткочасне лікування антидепресантами.
Існує думка, що протисудомні препарати при швидкій циклічності ефективніші, ніж літій, проте ця думка заперечується.

#### Профілактика загострень БАР
З метою профілактики застосовують нормотиміки — насамперед препарати літію, карбамазепін (фінлепсин), вальпроати. Дуже перспективні в цьому відношенні атипові антипсихотики, особливо кветіапін.

### Психотерапія
До завдань психотерапії при біполярному афективному розладі відносяться, зокрема, навчання навичок управління симптомами, поліпшення соціального та професійного функціонування, дотримання пацієнтами режиму приймання медикаментів. Найсильніший аргумент на користь застосування психотерапії при БАР — ефективність допомоги пацієнтам в опануванні стресових факторів. Ті чи інші життєві події та сімейні конфлікти є факторами ризику посилення біполярного розладу, і психотерапія може бути спрямована на ці фактори, дозволяючи навчати пацієнтів адаптивним механізмів долання, що мають значення для профілактики рецидивів у майбутньому.
З конкретних методів психотерапії при БАР можуть застосовуватися когнітивно-поведінкова терапія, інтерперсональна терапія, сімейні втручання, соціальна підтримка, терапія соціальних ритмів. Для розв'язання проблем підтримувального психофармакологічного лікування використовується терапія підвищення комплаєнсу (комплаєнс-терапія).
При когнітивно-поведінковій терапії біполярного розладу основна увага приділяється навчанню пацієнта управлінню симптомами, вмінню уникати факторів, що провокують рецидив, вмінню вирішувати ті чи інші проблеми. Когнітивна терапія сприяє ранньому виявленню гіпоманіакальних і депресивних епізодів, гармонізації сну, харчування та рівня активності пацієнта, зниженню вразливості пацієнта та створенню для нього ситуацій-тригерів.
Сімейна терапія (сімейне втручання, family-focused treatment) показала суттєву ефективність при БАР. Цілями сімейної терапії при біполярному розладі є допомога пацієнту та його рідним:
- в інтеграції переживань, пов'язаних з епізодами перепадів настрою;
- у прийнятті неминучості афективних епізодів у майбутньому;
- у прийнятті залежності від препаратів-нормотиміків для профілактики й усунення симптомів;
- у розрізненні особистості пацієнта та симптомів його розладу;
- у виявленні та вмінні справлятися зі стресовими життєвими подіями, що провокують рецидиви БАР;
- у відновленні функціональних взаємозв'язків після епізоду перепаду настрою.

Пацієнти з БАР дуже чутливі навіть до мінімальних змін у звичках сну — неспання. Так, маніакальні епізоди часто провокуються життєвими подіями, що змінюють ці навички (наприклад, зміна часових поясів при авіаперельотах). Тому позитивну роль грає навчання пацієнтів регулювання своїх соціальних ритмів, особливо напередодні життєвих подій, здатних ці ритми порушити; таке навчання може покращити прогноз біполярного розладу.
Кількісна оцінка понад 30 досліджень показує, що порівняння хворим свого стану зі станом інших хворих (як із важчим, так і з легшим, ніж у нього) сприятливо позначається на його здоров'ї. Це один із факторів позитивного впливу груп взаємодопомоги пацієнтів.
На думку відомого американського клінічного психолога Кей Джеймісон, велику роль у подоланні хвороби грає готовність як хворого, так і оточення відкрито обговорювати проблеми, що виникають. Така відкритість, на думку лікарки Джеймісон, допомагає подолати стигматизацію хворих, що, своєю чергою, сприяє поверненню останніх до нормального трибу.

### Інші методи лікування
Метод глибокої транскраніальної магнітної стимуляції (Deep TMS) отримав схвалення CE Mark CE для лікування БАР (нарівні з іншими захворюваннями).
Показано також ефективність при БАР омега-3-ненасичених жирних кислот, вживання яких, за результатами досліджень, сприяє стабілізації настрою та полегшенню депресії, профілактиці рецидивів.

## Прогноз й експертиза
Залежно від частоти та тривалості нападів і «світлих» проміжків хворі можуть отримати І, II, III групу інвалідності або залишатися працездатними та лікуватися за лікарняним листом (при єдиному нападі або при рідкісних і нетривалих нападах). При скоєнні суспільно небезпечного діяння під час нападу хворі частіше визнаються неосудними, при скоєнні суспільно небезпечного діяння в період інтермісії хворі частіше визнаються осудними (експертиза кожного випадку досить складна, особливо при легких формах захворювання, доводиться ретельно зіставляти всі обставини справи зі ступенем вираженості психічних). В Україні осіб з біполярним афективним розладом залежно від перебігу визнають непридатними до військової служби з виключенням з військового обліку або непридатними до військової служби в мирний час, обмежено придатні у воєнний час.

## Виноски
Примечания
1. ↑  Див., наприклад, Периодическое помешательство // Энциклопедический словарь Брокгауза и Ефрона : в 86 т. (82 т. и 4 доп. т.). — СПб., 1890—1907. (рос. дореф.) — уявлення про біполярну хворобу на початку XX століття.
2. ↑  Джеймісон страждає на біполярні розлади з сімнадцяти років. Хвороба набувала серйозних форм аж до суїцидальної депресії. Свій досвід подолання хвороби вона описала у своїй книзі-бестселлері An Unquiet Mind: Memoir of Moods and Madness.